# Cerámica eubea
La cerámica eubea era un estilo regional de la antigua pintura de vasos, predominante en la isla de Eubea.

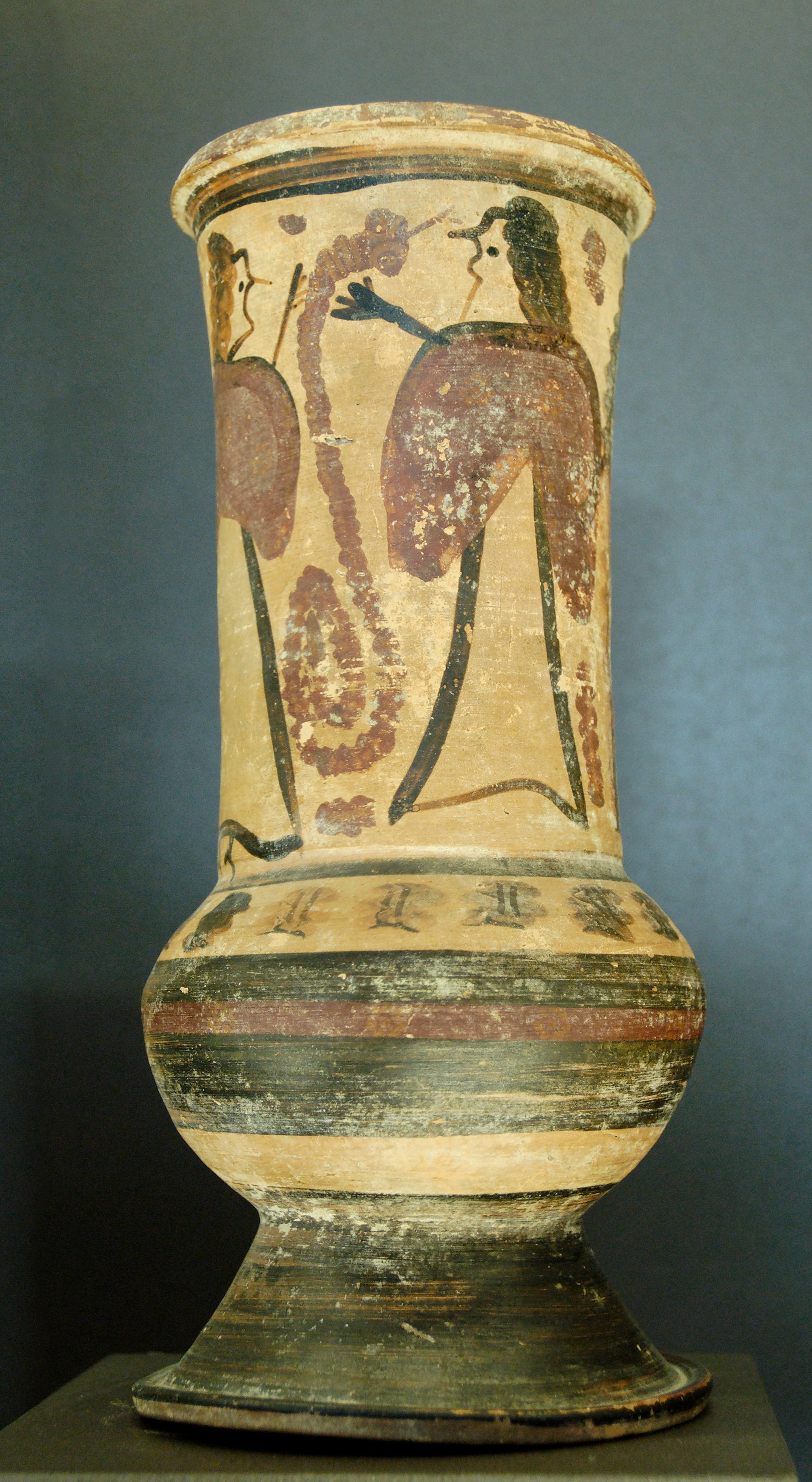
Dos mujeres en una jarra orientalizante, c. 625-600 a. C. Museo de Louvre.

La cerámica de la Edad de Hierro de Eubea se subdivide en cuatro fases: subgeométrica (1125-1050 a. C.), protogeométrica (1050-900 a. C.), subprotogeométrica (900-750 a. C.) y geométrica tardía (750-700 a. C.). Los hallazgos de los cementerios de Toumba, Skoubris y Palia, así como del asentamiento de Lefkandi demuestran la riqueza de la isla en aquella época. Aunque las condiciones cambiaron varias veces, positiva y negativamente, después, la cerámica cambió poco. El estilo protogeométrico se mantuvo hasta mediados del siglo VIII a. C. A partir del 825 a. C., aproximadamente, se observa una mayor influencia de la cerámica ática.
Los vasos geométricos de Eubea eran productos de gran calidad. Los centros de producción estaban en Eretria y Lefkandi. Algunos de los vasos estaban recubiertos de un grueso engobe de color crema. Al principio, los alfareros-pintores seguían los precedentes de la cerámica ática, más tarde también los de la cerámica corintia. Alrededor del año 750 a. C., el Pintor de Cesnola, que muestra una fuerte influencia ática, estaba en activo. Introdujo el estilo ático de pintura figurativa. Eubea fue la única región que produjo vasos decorados con semicírculos concéntricos suspendidos. También solo aquí se utilizaba pintura blanca o engobe para encerrar o rellenar los motivos ornamentales. El estilo subgeométrico sobrevivió posteriormente durante un tiempo considerable; el estilo orientalizante tardó en imponerse. Una vez que lo hizo, los adornos florales y de otro tipo fueron muy populares. Se experimentó con colores añadidos (rojo y blanco) y con motivos figurados (animales y humanos). Las influencias eran más evidentemente áticas y de la cerámica greco-oriental que del verdadero centro del estilo orientalizante, Corinto. 

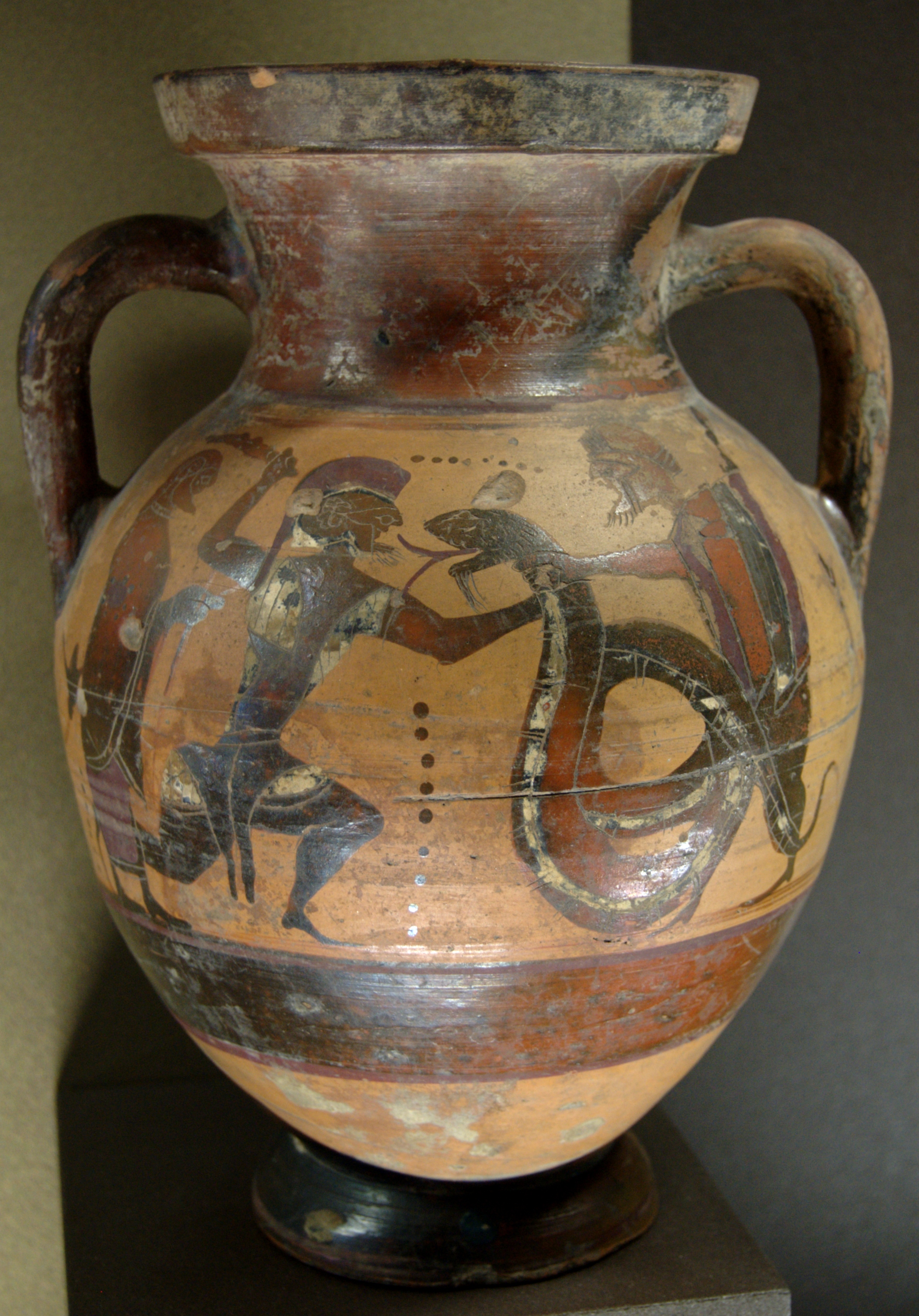
Cadmo y el dragón. Parte delantera de una ánfora de figuras negras, c. 560-550 a. C. Museo del Louvre

La cerámica de figuras negras de la época eubea estaba influenciada por Corinto y, sobre todo, por el Ática. No siempre es fácil distinguir los productos beocios de los áticos. Los estudiosos parten de la base de que el grueso de los hallazgos se produjo en Eretria. Sobre todo se pintaron ánforas, lécitos, hidrias y platos. Las ánforas de gran formato se utilizaban normalmente para imágenes de mitología, como las aventuras de Heracles y el Juicio de Paris.  Las ánforas muy grandes, derivadas de las formas del siglo VII a. C., tenían labios cónicos y solían mostrar imágenes relacionadas con las bodas. Probablemente eran vasos funerarios, hechos especialmente para los niños que morían antes de casarse. Típico de la cerámica eretriea de figuras negras es el uso restringido de la incisión y el empleo regular de pintura blanca para los adornos florales. Aparte de las imágenes orientadas a la tradición ática, también había imágenes más salvajes, como la violación de un ciervo por un sátiro, o Heracles con centauros y daimones. Los vasos de la Clase del delfín fueron considerados originalmente áticos por los estudiosos, pero ahora se reconocen como eubeos. Sin embargo, su arcilla no se parece a la de ninguna fuente eretriea conocida, lo que sugiere que se fabricaron en Calcis. En el caso de algunos estilos de figuras negras, el origen es discutido. Así, la cerámica calcidea se consideró inicialmente eubea, pero en la actualidad se suele suponer que procede de Italia. 